# Coupe Memorial 1946
Navigation
Édition précédente Édition suivante
La finale de l'édition 1946 de la Coupe Memorial est présentée au Maple Leaf Gardens de Toronto, en Ontario et est disputé entre le vainqueur du trophée George T. Richardson, remis à l'équipe championne de l'est du Canada et le vainqueur de la Coupe Abbott remis au champion de l'ouest du pays.

## Équipes participantes
- Les St. Michael's Majors de Toronto de l'Association de hockey de l'Ontario, en tant que vainqueurs du trophée George T. Richardson.
- Les Monarchs de Winnipeg de la Ligue de hockey junior du Manitoba en tant que vainqueurs de la Coupe Abbott.

### Résultats
| Match | Vainqueur                       | Résultat | Perdant                         | Lieu                         |
| ----- | ------------------------------- | -------- | ------------------------------- | ---------------------------- |
| 1     | Monarchs de Winnipeg            | 3-2      | St. Michael's Majors de Toronto | Maple Leaf Gardens (Toronto) |
| 2     | St. Michael's Majors de Toronto | 5-3      | Monarchs de Winnipeg            | Maple Leaf Gardens           |
| 3     | St. Michael's Majors de Toronto | 7-3      | Monarchs de Winnipeg            | Maple Leaf Gardens           |
| 4     | Monarchs de Winnipeg            | 4-3      | St. Michael's Majors de Toronto | Maple Leaf Gardens           |
| 5     | St. Michael's Majors de Toronto | 7-4      | Monarchs de Winnipeg            | Maple Leaf Gardens           |
| 6     | Monarchs de Winnipeg            | 4-2      | St. Michael's Majors de Toronto | Maple Leaf Gardens           |
| 7     | Monarchs de Winnipeg            | 4-2      | St. Michael's Majors de Toronto | Maple Leaf Gardens           |

## Effectifs
Voici la liste des joueurs des Monarchs de Winnipeg, équipe championne du tournoi 1946 :
- Entraîneur : Walter Monson
- Joueurs :

Clint Albright, Hy Beatty, Al Buchanan, Ted Chitty, Dunc Daniels, Gord Fashoway, Jack Gibson, Tank Kummerfield, Eddie Marchant, Laurie May, Red McRae, Cam Millar, George Robertson, Tom Rockey, Gordon Scott, Harry Taylor, Bill Tindall.

## Sources
- (en) Cet article est partiellement ou en totalité issu de l’article de Wikipédia en anglais intitulé « 1946 Memorial Cup » (voir la liste des auteurs).